# Sebastian Lybeck
Carl Mikael Sebastian Lybeck (* 3. August 1929 in Helsinki; † 11. November 2020 in Stockholm) war ein finnlandschwedischer Autor, der in Deutschland durch seine Kinderbücher über Latte Igel bekannt wurde.

## Leben und Werk
Sebastian Lybeck wurde 1929 in Finnland geboren und wuchs dort auf. Schon während seiner Schulzeit begann er mit dem Schreiben von Artikeln und Gedichten für eine Schülerzeitung. Nach dem Abitur versuchte er sich in verschiedenen Berufen, studierte zunächst zwei Jahre lang Mathematik und Chemie, ging aber dann zu einer Zeitung und machte eine Ausbildung zum Journalisten. 1957, zehn Jahre nach seinem Schulabschluss, wandte er sich der Schriftstellerei zu.
Die Figur des Latte Igel erfand er während der Arbeit an einem Sommerfeuilleton für Hufvudstadsbladet, die größte schwedischsprachige Tageszeitung in Finnland. Das Buch Latte Igelkott och Vattenstenen wurde ein internationaler Erfolg; übersetzt in zahlreiche Sprachen, ausgezeichnet mit dem Deutschen Jugendliteraturpreis. 1969 folgte ein zweiter Band, erst nach 40 Jahren der Band Latte Igel und der Schwarze Schatten.
Während eines dreimonatigen Aufenthalts in Süddeutschland lernte er genug Deutsch, um Christian Morgensterns Galgenlieder ins Schwedische zu übertragen. Nach der Hochzeit mit der Lehrerin Berthe Ruud lebte er auf den Lofoten, in Dänemark und in Schweden. Später lebte er in Tyresö in Schweden. Nach dem Tod seiner Frau Berthe 2007, die er zuvor vier Jahre gepflegt hatte, wodurch er am Schreiben gehindert war, entstand Latte Igel und der Schwarze Schatten. „Das ist mein Leben ohne Berthe“ sagte er selbst dazu. Er hatte drei Töchter und fünf Enkelkinder. Neben Kinderbüchern hat er auch Lyrik veröffentlicht.
Sebastian Lybeck war ein Enkel des Schriftstellers Mikael Lybeck.

## Werke
- Latte Igel und der Wasserstein. (Latte Igelkott och Vattenstenen 1958)
  - Verfilmung Latte Igel und der magische Wasserstein; 2019
- Als der Fuchs seine Ohren verlor. (1966)
- Latte Igel reist zu den Lofoten. (1969)
- Latte Igel und der Schwarze Schatten. (2009)
- Ein großer Tag für Latte Igel. (2012)

## Auszeichnungen
1959 Sonderpreis des Deutschen Jugendbuchpreises für Latte Igel und der Wasserstein.